# Büchel (Bergisch Gladbach)
Büchel oder auch Großbüchel ist ein Ortsteil im Stadtteil Herrenstrunden von Bergisch Gladbach.

## Geschichte
Der Name Büchel bezieht sich auf eine mittelalterliche Siedlungsgründung, die das Urkataster als Hof Büchel verzeichnet. Die Gründung des Bücheler Hofes reicht vermutlich in die fränkische Rodungsphase im 9. und 10. Jahrhundert hinein. Unter der Bezeichnung Büchel findet sich eine urkundliche Erwähnung aus dem Jahr 1666. Der Hof wird im Lagerbuch der Kommende Herrenstrunden von 1732 mit 8 Morgen Hofland, 71 Morgen Wiesen und Ackerland und 48 Morgen Waldbesitz erwähnt.
Es gibt zwei mögliche Erklärungen zum Siedlungsnamen Büchel:
1. Abgeleitet vom germanischen „bukil“ bzw. dem mittelhochdeutschen „buckel“ (= halbrunde Erhebung) verweist der Siedlungsname auf die topographische Lage, das heißt die hügelige Geländeform.
2. Der Siedlungsname könnte sich auch auf die heimische Buche beziehen, wenn Büchel aus dem mittelhochdeutschen „büechel“ (= Buchnuss, Frucht der Buche) bzw. dem mundartlichen „Boochel“ hergeleitet würde.

1879 wurde eine Gesteinsschicht der mittleren Devonzeit nach dem beim Bücheler Hof gelegenen Steinbruch als „Bücheler Schichten“ bezeichnet.
Die Topographia Ducatus Montani des Erich Philipp Ploennies, Blatt Amt Porz, belegt, dass der Wohnplatz 1715 als drei gemeine Höfe kategorisiert wurde und mit Büggel bezeichnet wurde.
Carl Friedrich von Wiebeking benennt die Hofschaft auf seiner Charte des Herzogthums Berg 1789 als Buchel. Aus ihr geht hervor, dass Büchel zu dieser Zeit Teil der Honschaft Combüchen im Kirchspiel Paffrath war.
Unter der französischen Verwaltung zwischen 1806 und 1813 wurde das Amt Porz aufgelöst und Büchel wurde politisch der Mairie Gladbach im Kanton Bensberg zugeordnet. 1816 wandelten die Preußen die Mairie zur Bürgermeisterei Gladbach im Kreis Mülheim am Rhein. Mit der Rheinischen Städteordnung wurde Gladbach 1856 Stadt, die dann 1863 den Zusatz Bergisch bekam.
Der Ort ist auf der Topographischen Aufnahme der Rheinlande von 1824 als Büchel und auf der Preußischen Uraufnahme von 1840 als Ober Büchel verzeichnet. Auf der Preußischen Neuaufnahme von 1892 ist er als Büchel und auf späteren Messtischblättern regelmäßig als Großbüchel verzeichnet.
| Jahr | Einwohner | Wohn- gebäude | Kategorie | Politische / kirchliche Zugehörigkeit                      |
| ---- | --------- | ------------- | --------- | ---------------------------------------------------------- |
| 1822 | 23        |               | Hofstelle | Bürgermeisterei Gladbach, Kirchspiel Paffrath              |
| 1830 | 28        |               | Hofstelle | Bürgermeisterei Gladbach, Kirchspiel Paffrath              |
| 1845 | 22        | 4             | Hofstelle | Bürgermeisterei Gladbach, Pfarre Paffrath gen. Ober-Büchel |
| 1871 | 18        | 2             | Hofstelle | Bürgermeisterei Gladbach                                   |
| 1885 | 25        | 3             | Wohnplatz | Bürgermeisterei Gladbach, Kirchspiel Paffrath              |
| 1895 | 16        | 4             | Wohnplatz | Bürgermeisterei Gladbach, Kirchspiel Paffrath              |
| 1905 | 21        | 3             | Wohnplatz | Bürgermeisterei Gladbach, katholische Pfarre Paffrath      |